# NewSpeek Networks
NewSpeek Networks er et borgerligt indvandrerkritisk internetmedie, der udgiver bloggen NewSpeek.
Blandt stifterne af mediet var journalisten Jeppe Juhl, der tidligere har arbejdet på Ekstra Bladet. Han trak sig fra NewSpeek i 2016, da han mente, mediet var blevet for éndimensionelt.